# 1-Methoxy-2-propylamin
1-Methoxy-2-propylamin ist eine chemische Verbindung, die zur Synthese von Herbiziden benötigt wird.
Das (S)-Isomer kann durch stereoselektive Biokatalyse von einer Transaminase aus Isopropylamin und Methoxyaceton synthetisiert werden.